# 18 tháng 4
Ngày 18 tháng 4 là ngày thứ 108 trong mỗi năm dương lịch thường (ngày thứ 109 trong mỗi năm nhuận). Còn 257 ngày nữa trong năm.

## Sự kiện
- 1506 – Viên đá đầu tiên của Vương cung thánh đường Thánh Phêrô được đặt, hiện là một trong bốn nhà thờ lớn nhất ở Vatican.
- 1906 – Một trận động đất 7,6 độ cùng hỏa hoạn tại San Francisco của Hoa Kỳ, khiến ít nhất 3.000 người thiệt mạng.
- 1942 – Chiến tranh thế giới thứ hai: Hoa Kỳ tiến hành không kích Tokyo và các thành phố khác của Nhật Bản, là cuộc tấn công đầu tiên vào Chính quốc Nhật Bản.
- 1951 – Pháp, Tây Đức, Ý và 3 nước Benelux là Bỉ, Luxembourg và Hà Lan ký kết Hiệp định Paris về việc thành lập Cộng đồng Than Thép châu Âu.
- 1978 – Quân đội Campuchia Dân chủ vượt qua biên giới, bắt đầu tiến hành cuộc thảm sát Ba Chúc tại huyện Tri Tôn, tỉnh An Giang, Việt Nam.

## Sinh
- 1163 – Kim Tuyên Tông, Hoàng đế nhà Kim (m. 1224)
- 1480 – Lucrezia Borgia, lãnh chúa thời Phục hưng, con gái của Giáo hoàng Alexander VI (m. 1519)
- 1829 – Nguyễn Phúc Miên Dần, tước phong Trấn Tĩnh Quận công, hoàng tử con vua Minh Mạng (m. 1885).
- 1868 – Dương Thị Thục, tôn hiệu Khôn Nghi Hoàng thái hậu, thứ thất của vua Đồng Khánh (m. 1944).
- 1985 – Lukasz Fabianski, thủ môn người Ba Lan
- 1989 – Jessica Jung, cựu thành viên nhóm nhạc Girls Generation
- 1990 – Wojciech Szczęsny, thủ môn người Ba Lan
- 1991 - Mr. T (Tăng Quốc Anh), ca sĩ, nhạc sĩ, rapper người Việt Nam
- 1995 – Divock Origi, cầu thủ bóng đá người Bỉ
- 1997 – Donny van de Beek, cầu thủ bóng đá người Hà Lan

## Mất
- 1884 – Nguyễn Phúc Hồng Đĩnh, tước phong Kỳ Phong Quận công, hoàng tử con vua Thiệu Trị (s. 1843).
- 1892 – Nguyễn Phúc Vĩnh Trinh, phong hiệu Quy Đức Công chúa, công chúa con vua Minh Mạng (s. 1824)
- 1955 – Albert Einstein, nhà vật lý vĩ đại (s. 1879)
- 2002 – Thor Heyerdahl, nhà thám hiểm Na Uy, đã vượt Thái Bình Dương trên chiếc bè Kon–Tiki (s. 1914)

## Ngày lễ và kỷ niệm
- Lễ Phục sinh năm 1976
- Zimbabwe – Ngày Độc lập